# ابن التلميذ
أبو الحسن هبة الله بن صاعد بن هبة الله بن إبراهيم البغدادى النصرانى ، المعروف بابن التلميذ (466 هـ - 560 هـ) ، كان أديباً، وشاعراً، وطبيباً مسيحيًا سريانيًا، وكان عارفاً بالفارسيَّة، واليونانيَّة، والسريانيَّة، متبحراً في اللغة العربيَّة، وكان والده (أبو العلاء) طبيباً مشهوراً، عمل ساعوراً بالبيمارستان العضدي ببغداد، وظلَّ به إلى أن توفى، وكان ابن التلميذ وابن ملكا المتوفى 547 هجريَّة (1152 ميلاديَّة) في خدمة المستضئ بأمر الله ،  سمي بابن التلميذ على اسم جدّه لأمه، استدعاه الخليفة المقتفي لأمر الله إلى بغداد وجعله رئيساً للحكماء، وبقي في مهمته حتى وفاته في صفر من عام 560 هـ، وفي مجال الطب أجمع المؤرخون على القول بسعة علم ابن التلميذ، ودقة نظره، وحسن معالجته، وقوة فراسته، وصحة حدسه.

## مؤلفاته
فضلاً عن آثاره كان لابن التلميذ مجالس يعقدها لتدريس الطب، فيحضرها عدد كبير ممن تخرجوا على يديه. من مصنفاته بضعة عشر كتاباً أشهرها:
- الاقراباذين الكبير.
- المقالة الأمينية في الأدوية البيمارستانية،
- اختصار كتاب الحاوي للرازي،
- اختصار كتاب الأشربة لابن مسكويه.
- اختصار شرح جالينوس لكتاب فصول أبقراط.
- شرح مسائل حنين،
- حواش على قانون ابن سينا،
- مقالة في الفصد.